# TeamSpeak
TeamSpeak é uma ferramenta de comunicação focada nas comunidades de jogos, que possibilita conversas por voz com outros usuários utilizando a tecnologia Voz sobre IP (VoIP), assim facilitando a comunicação dentro de jogos online.

## Sobre a Empresa
Tudo começou em 1999 como um projeto pessoal para um grupo de amigos que se conheceram jogando um jogo online.
Na época, os aplicativos de comunicação de voz disponíveis não tinham compatibilidade entre plataformas, eram afetados por problemas de roteador e firewall e contavam muito com a largura de banda e a utilização de recursos do sistema.
Em 2001, a primeira versão pública do TeamSpeak foi lançada. O software não estava limitado a uma única plataforma, necessitava de menos largura de banda que outros aplicativos e exigia uso mínimo de firewall e largura de banda. Tudo com uma interface amigável. O TeamSpeak estava se espalhando rapidamente pela Internet, superando muito as expectativas. O feedback esmagador da comunidade nos motivou a continuar nossos esforços de desenvolvimento com o TeamSpeak.
Hoje, continuam a desenvolver conquistas passadas com a otimização contínua dos produto, bem como a implementação de recursos e funcionalidades inigualáveis no setor atualmente.
O TeamSpeak está entre as marcas mais reconhecidas e bem-sucedidas do setor de VoIP com cerca de 430 funcionarios e um rendimento aproximado de 84 Milhoes de dollares por ano e é utilizado em um amplo espectro de aplicativos, de jogos on-line a comunicações de negócios e educação e treinamento.

## Como funciona?
O software permite ainda mesmo com sua versão gratuita, a criação de servidores particulares com até 32 slots (vagas para acesso) para os usuários se conectarem a canais e conversarem uns com os outros, porém para a criação do servidor, tudo deverá ser hospedado pelo proprio usuário.

## TeamSpeak Client
A 14 de outubro de 2019, o TeamSpeak anunciou uma versão totalmente reconstruída do seu software. Originalmente, foi chamado de TeamSpeak 5 (Com o nome TeamSpeak 4 a ser evitado devido a Tetrafobia), porém acabou por ser chamado sem nenhum número, ficando apenas TeamSpeak.
O novo software introduz uma série de novas adições aos seus serviços, incluindo um moderno recurso de bate-papo global, uma nova interface, servidores de voz gratuitos e muitas funções de áudio atualizadas.